# Microstylum brunnipenne
Microstylum brunnipenne är en tvåvingeart som beskrevs av Macquart 1850. Microstylum brunnipenne ingår i släktet Microstylum och familjen rovflugor. Inga underarter finns listade i Catalogue of Life.